# Петир Белиш
Петир Белиш (енгл. Petyr Baelish), познат и под надимком Малопрстић (енгл. Littlefinger), измишљени је лик из серије епско-фантастичних романа Песма леда и ватре америчког аутора Џорџа Р. Р. Мартина и њене телевизијске адаптације Игра престола. Представљен у роману Игра престола из 1996. године, Малопрстић је господар ковнице у малом већу краља Роберта. Он је пријатељ из детињства Кејтлин Старк, пошто је одрастао са њом и њеним братом и сестром у Брзоречју. Потом се појавио у романима Судар краљева (1998), Олуја мачева (2000) и Гозба за вране (2005). Појавиће се и у предстојећем роману Ветрови зиме. Примарне особине Малопрстића су његова лукавост и безгранична амбиција. Потиче из породице са мало богатства или утицаја, па је користио манипулацију, подмићивање и везе које је обезбедио у Брзоречју да би стекао моћ и престиж у Краљевој луци. Од тада су његове разне интриге директно изазвале неколико великих догађаја који су утицали на Вестерос, укључујући смештање Тириону Ланистеру атентат на Брена Старка, пад лорда Едарда Старка, смрт лорда Џона Ерина и краља Џофрија Баратеона и Рат пет краљева. Ово га чини једним од најважнијих антагониста у серији.
Малопрстића је тумачио ирски глумац Ејдан Гилен у HBO-овој телевизијској адаптацији. Његова изведба је наишла на позитивне критике.